# Maison de la sorcière (Salem)
La maison de Jonathan Corwin, plus connue comme la maison de la sorcière, est un musée d'histoire occupant le n°310 Essex Street à Salem (Massachusetts). Probablement construite entre 1620 et 1642, elle était le domicile du juge Jonathan Corwin (1640–1718), et reste l'unique structure contemporaine du procès des sorcières de Salem (1692). Corwin racheta la maison en 1675 (il avait alors 35 ans), et y résida plus de 40 ans ; cette demeure est restée dans la famille Corwin jusqu'au milieu du XIXe siècle,.

## Histoire
Corwin est un greffier qui avait été chargé d'enquêter sur les plaintes pour satanisme lorsqu'une pluie d'accusations se déchaîna à Salem Village (l'actuelle Danvers) et alentour. Il remplaçait le juge Nathaniel Saltonstall, démissionnaire après l'exécution de Bridget Bishop. Corwin officia à la cour du comté, qui envoya 19 personnes à la potence.
Avec son toit à double pente, son bardage de planches et ses carreaux cloisonnés au plomb, cette maison offre un excellent exemple d’architecture coloniale de la Nouvelle-Angleterre, bien que les historiens hésitent sur sa date de construction. Une tradition dans la famille Corwin affirme qu'elle daterait de 1642, plusieurs chercheurs estiment qu'elle a été construite entre 1620 et 1640 et que Roger Williams l'aurait habitée avant de fonder la colonie de Providence. 
Dans les années 1940, pour élargir la rue, il a fallu la reconstruire à 10,70 m de son emplacement d'origine. Elle a été remaniée pour lui restituer son aspect du XVIIe siècle, à ceci près que le toit n'est plus en mansarde, mais affecte la brisure de pente caractéristique des maisons de Nouvelle Angleterre. C'est aujourd'hui un écomusée administré par la Ville de Salem, ouvert uniquement une partie de l'année.

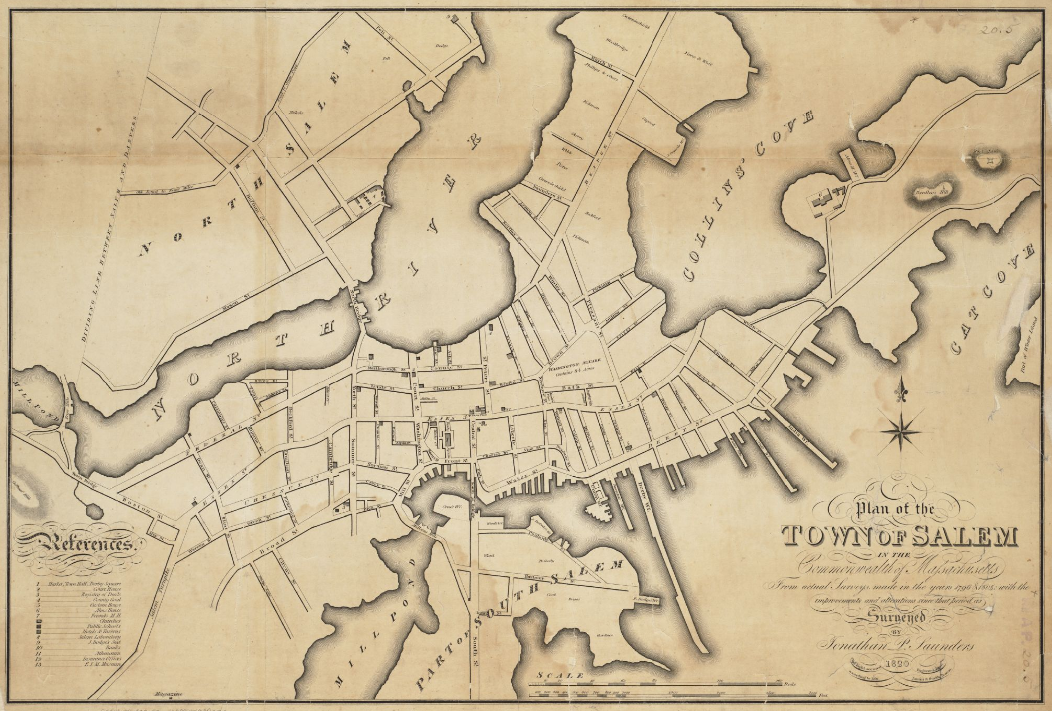
Salem, 1820

## À l'écran
En 2011, l'équipe de tournage de Ghost Adventures y a tourné la saison 4.